# Batusa pinniformis
Batusa pinniformis är en insektsart som först beskrevs av Fowler 1900.  Batusa pinniformis ingår i släktet Batusa och familjen Acanaloniidae. Inga underarter finns listade i Catalogue of Life.